# NGC 7043
NGC 7043 ist eine Balken-Spiralgalaxie vom Hubble-Typ SBa im Sternbild Pegasus am Nordsternhimmel. Sie ist schätzungsweise 229 Millionen Lichtjahre von der Milchstraße entfernt und hat einen Durchmesser von etwa 85.000 Lichtjahren. Gemeinsam mit NGC 7042 bildet sie das gravitativ gebundene Galaxienpaar KPG 555 und ist Mitglied der elf Galaxien zählenden NGC 7042-Gruppe (LGG 442).
Das Objekt wurde am 18. August 1863 von Albert Marth entdeckt.